# Ботанічний сад Гібралтару
Ботані́чний сад Ґібралтару або Ботанічний сад Аламеда (англ. Gibraltar Botanic Gardens, ісп. La Alameda, Jardín Botánico de Gibraltar) — ботанічний сад у Гібралтарі, який займає близько 6 га.

## Історія
У 1816 році сади були замовлені британським губернатором Гібралтару генералом Джорджем Доном (англ. George Don). Його наміром було, аби солдати, дислоковані у фортеці, мали приємну зону відпочинку, щоб насолодитися ним у позаслужбовий час і так само жителі могли насолоджуватися повітрям, захищеним від спеки. Сади були фінансовані за рахунок добровільних внесків, у тому числі з аматорського театру, і грошових коштів, піднятих за допомогою серії публічних лотерей. Сади були відроджені в 1991 році зовнішньою компанією, коли стало ясно, що з 1970 року вони перебували в поганому стані. Три роки по тому до садів був доданий зоопарк: Alameda Wildlife Conservation Park.

## Особливості
Ботанічний сад вирощує рослини з усього світу, але колекція зосереджена на сукулентах і рослинах з частин світу із середземноморським кліматом. Колекція містить майже 2000 різних видів і більше половини з них — це сукуленти. Кліматичні умови Гібралтару і середземноморської сезонності чинять сильний вплив на строки цвітіння рослин. Хоча більшість рослин квітують частіше навесні, ніж у будь-який інший період, Ботанічний сад має асортимент квітів упродовж усього року.

### Флора
У ботанічному саду ростуть:
- Dracaena draco, субтропічне драконове дерево, яке росте на Канарських і Азорських островах, острові Мадейра, а також у Кабо-Верде і західному Марокко, найстарішому драконовому дереву в саду близько 300 років.
- Сосна італійська, росте в Південній Європі, насамперед на Піренейському півострові.
- Дика маслина європейська, невелике дерево з родини маслинові.
- Celtis australis (каркас південний), листяне дерево до 20—25 метрів у висоту.
- Grevillea robusta (австралійський шовковий дуб), найбільший вид роду Grevillea.
- Фінікова пальма канарська, ендемік Канарських островів.
- Washingtonia filifera, з родини пальмових, росте в оазах Центральної, Південної та Південно-Західної Аризони, у південній частині штату Невада, на крайньому північному заході Мексики і в пустелях Південної Каліфорнії.
- Howea forsteriana, ендемік острова Лорд-Гав.
- Ptychosperma elegans, ендемік Австралії.
- Гібіскус китайський, вічнозелений чагарник родом зі Східної Азії.
- Бугенвілія, рід квіткових рослин із Південної Америки.
- Айстрові, друга за величиною родина квіткових рослин.
- Пеларгонії, рід квіткових рослин.

## Галерея

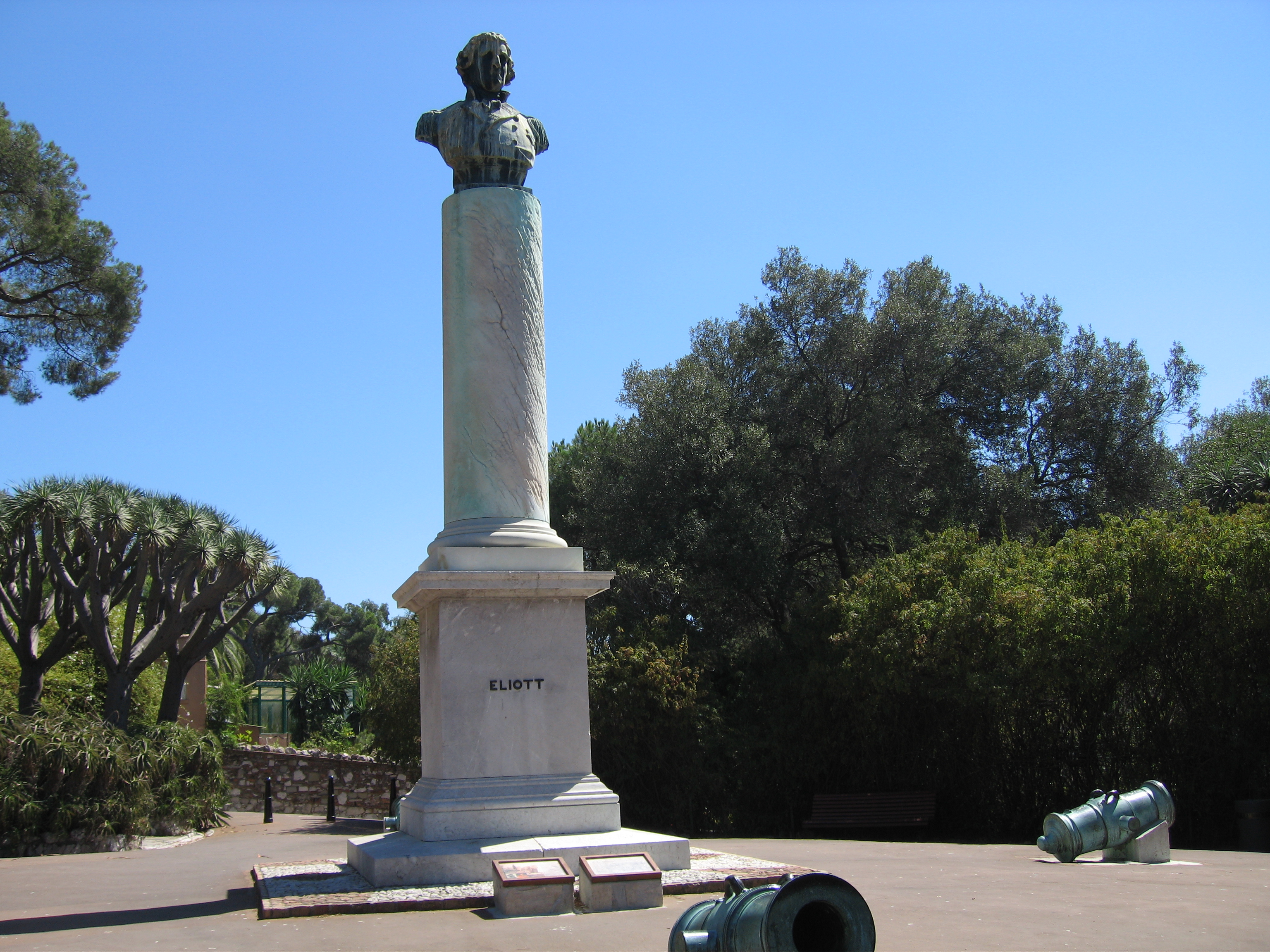
Бронзовий бюст генерала Еліота
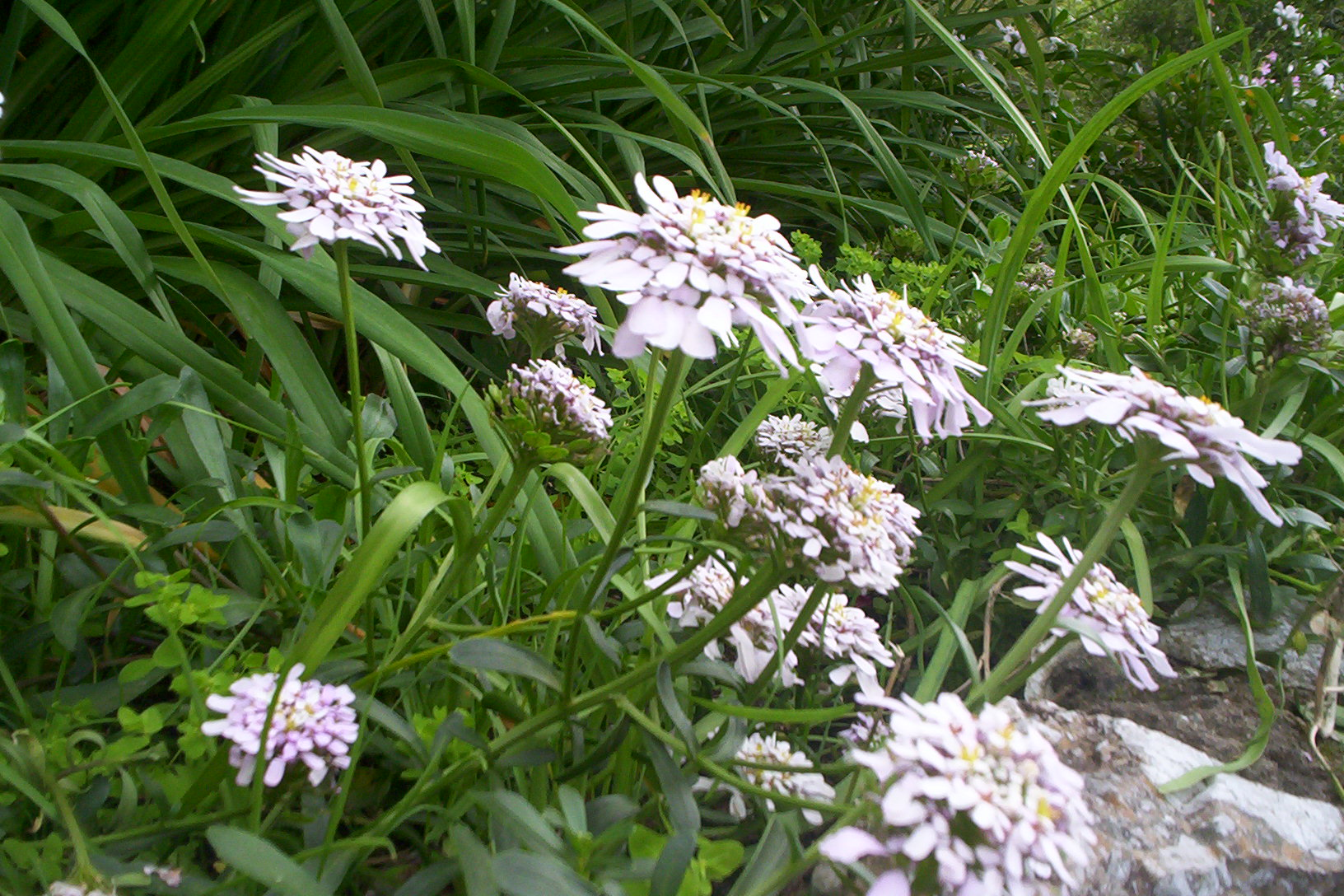
Iberis gibraltarica — рослина яка росте в Північній Африці, а в Європі — лише в Гібралтарі
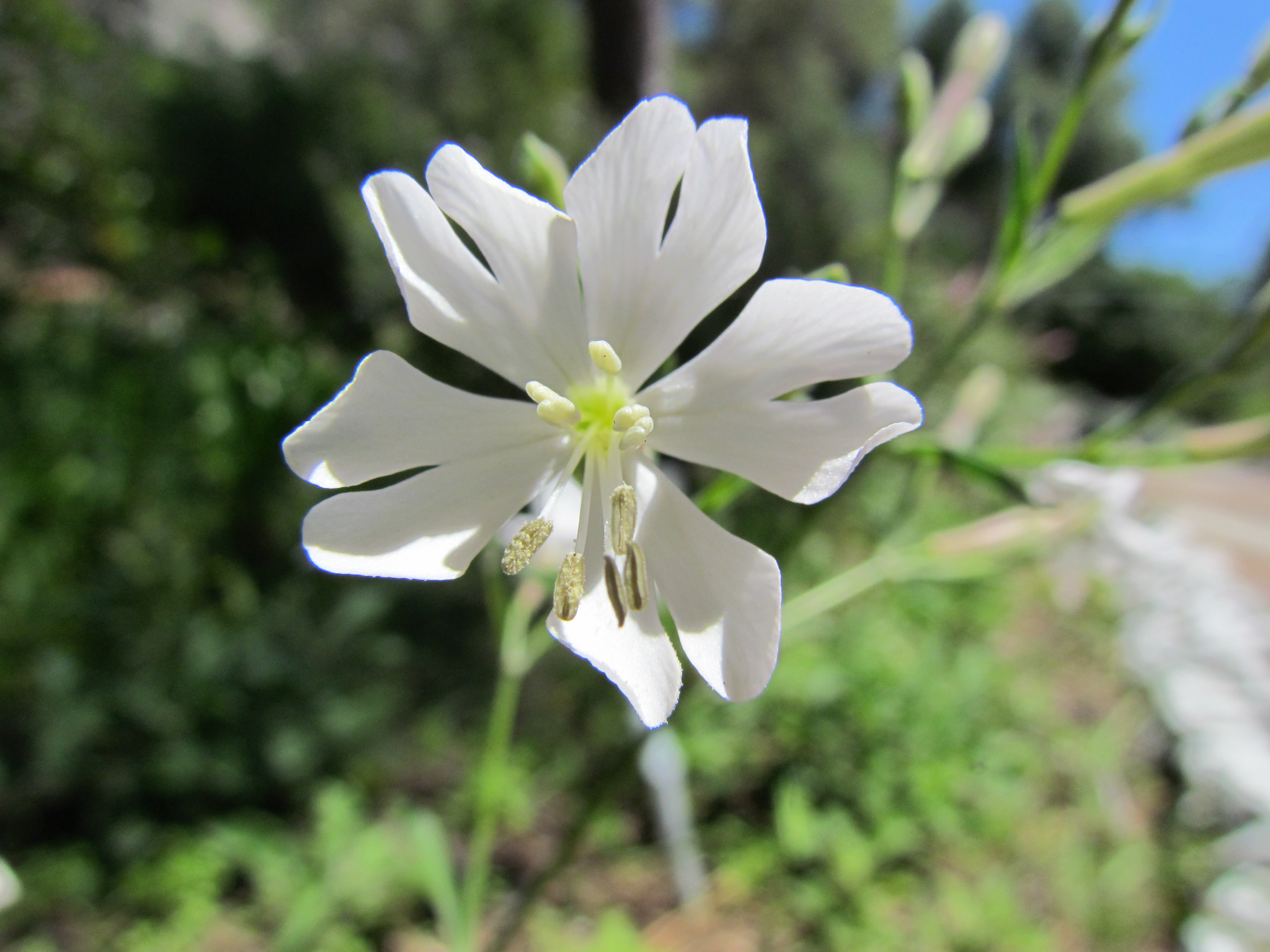
Silene tomentosa — ендемік Гібралтару
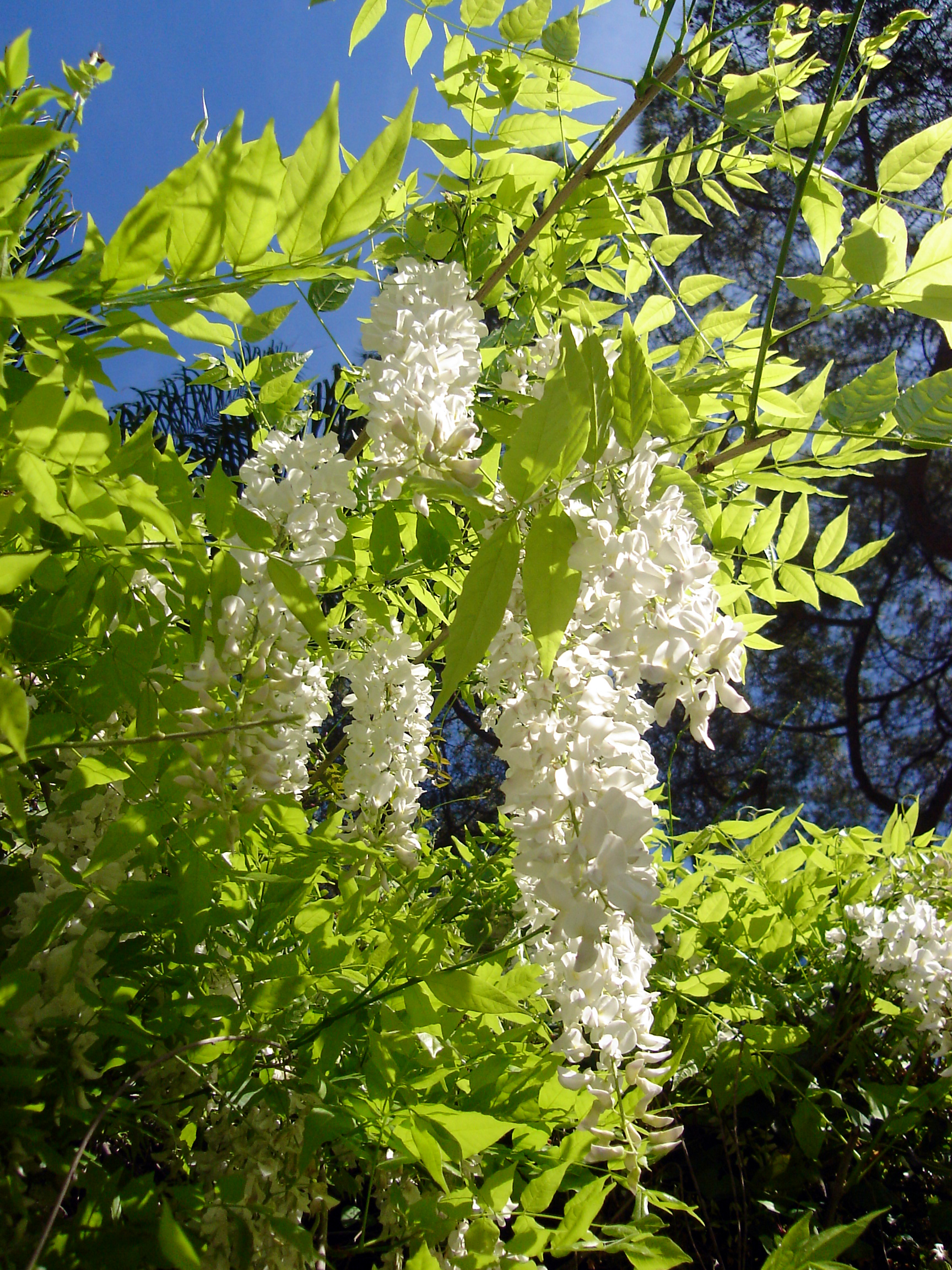
Wisteria sinensis у саду
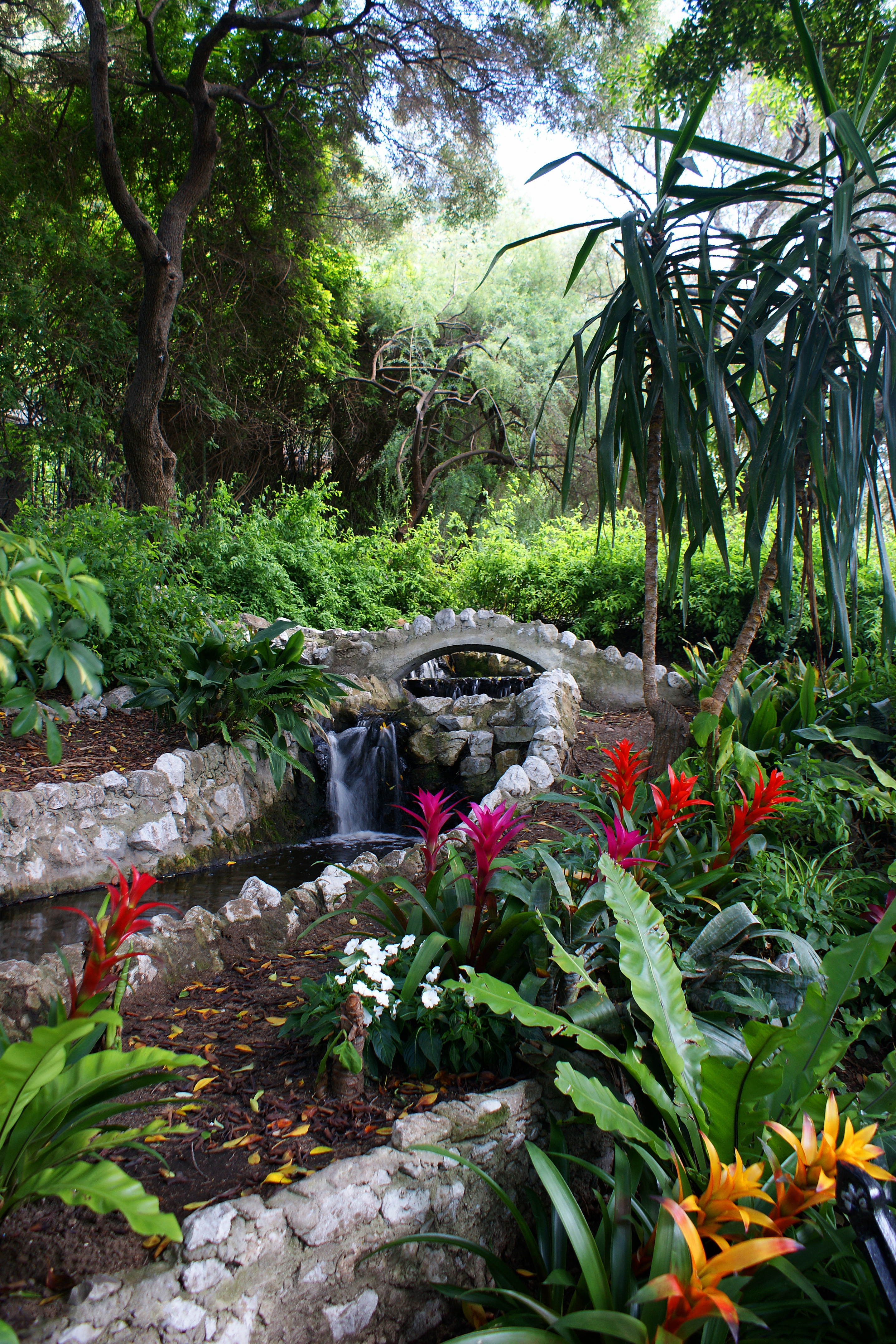
Екзотичні рослини
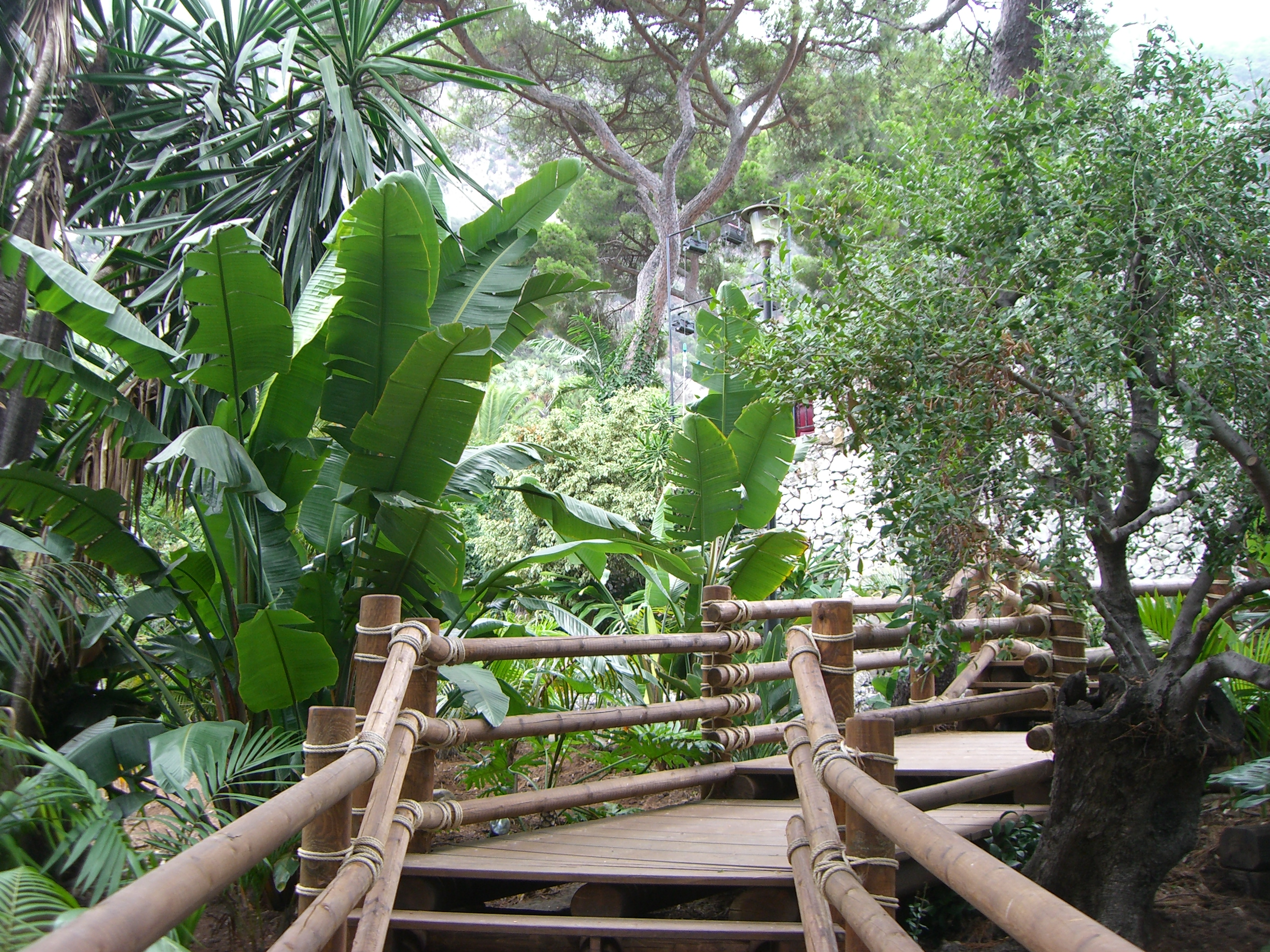
Дерев'яний міст до африканського відділу
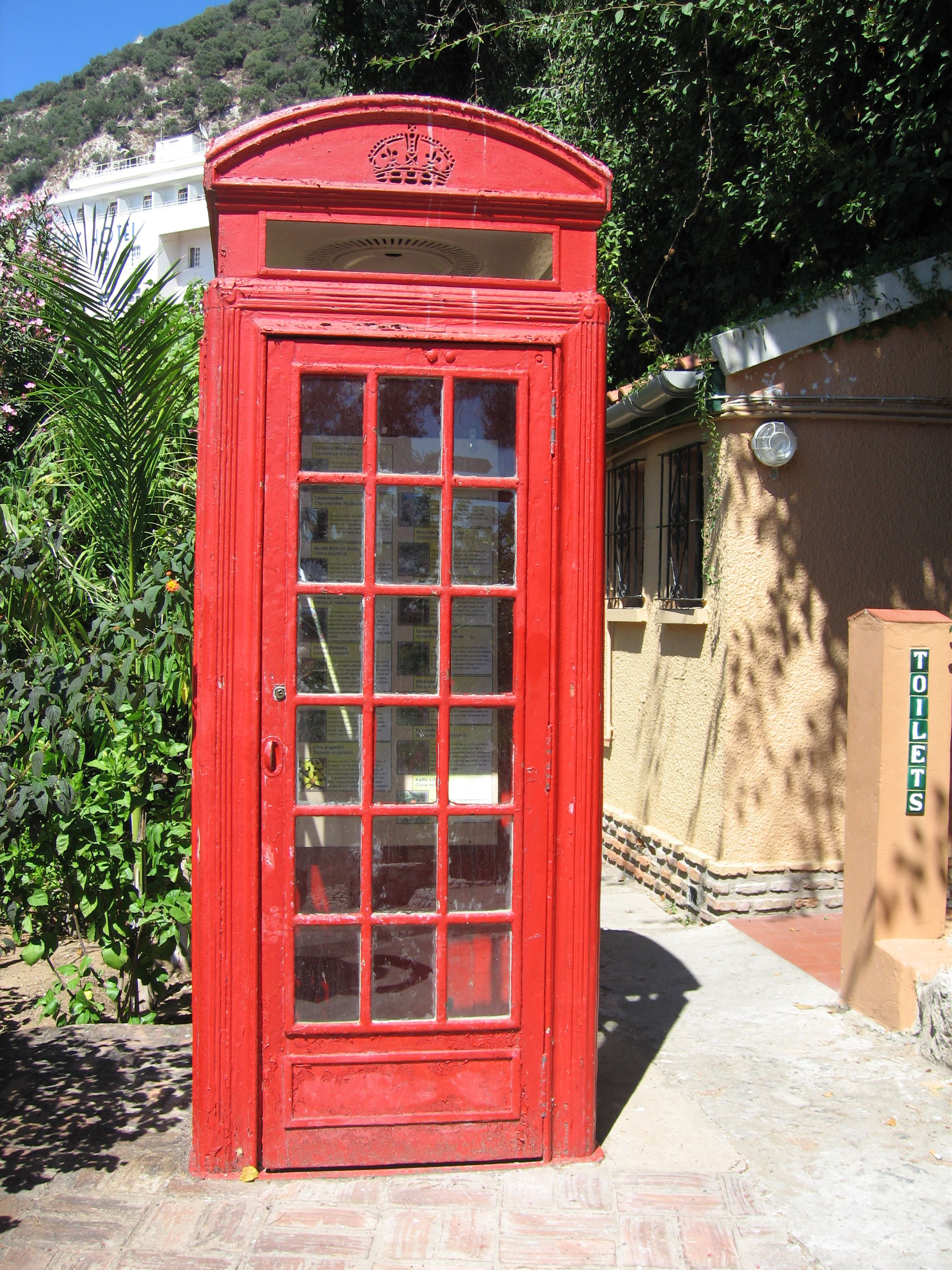
Червона телефонна будка в британському стилі
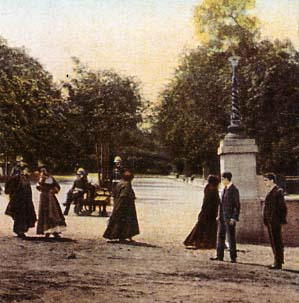
Вечірня прогулянка в XIX столітті біля входу до Садів
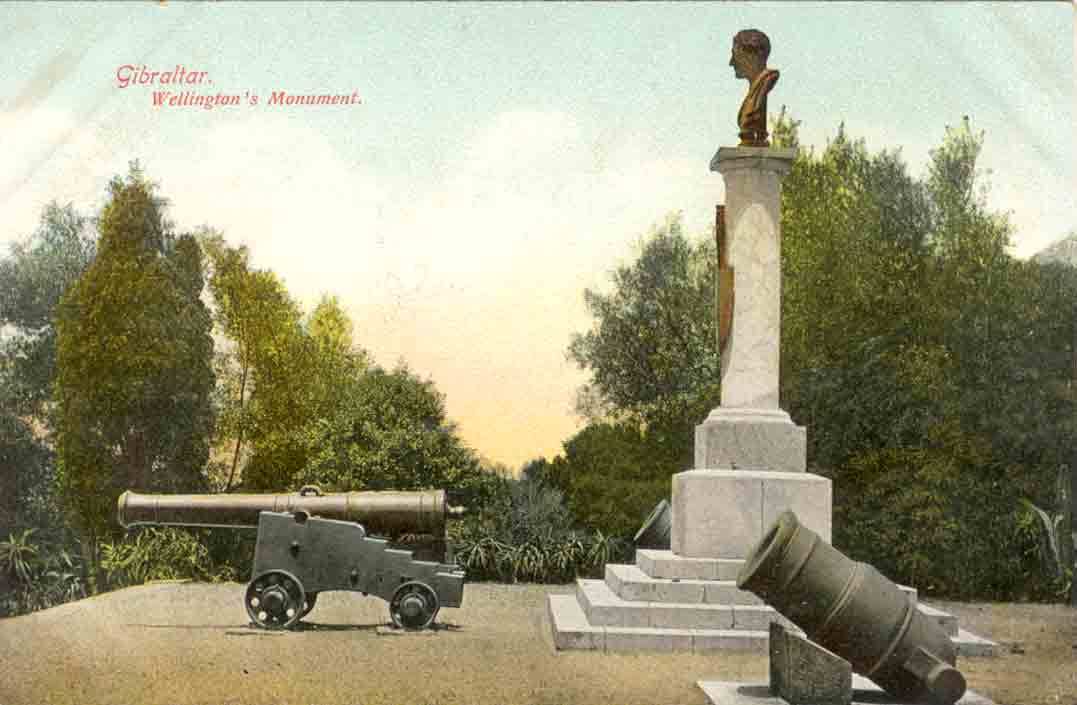
Меморіал Артура Веллслі
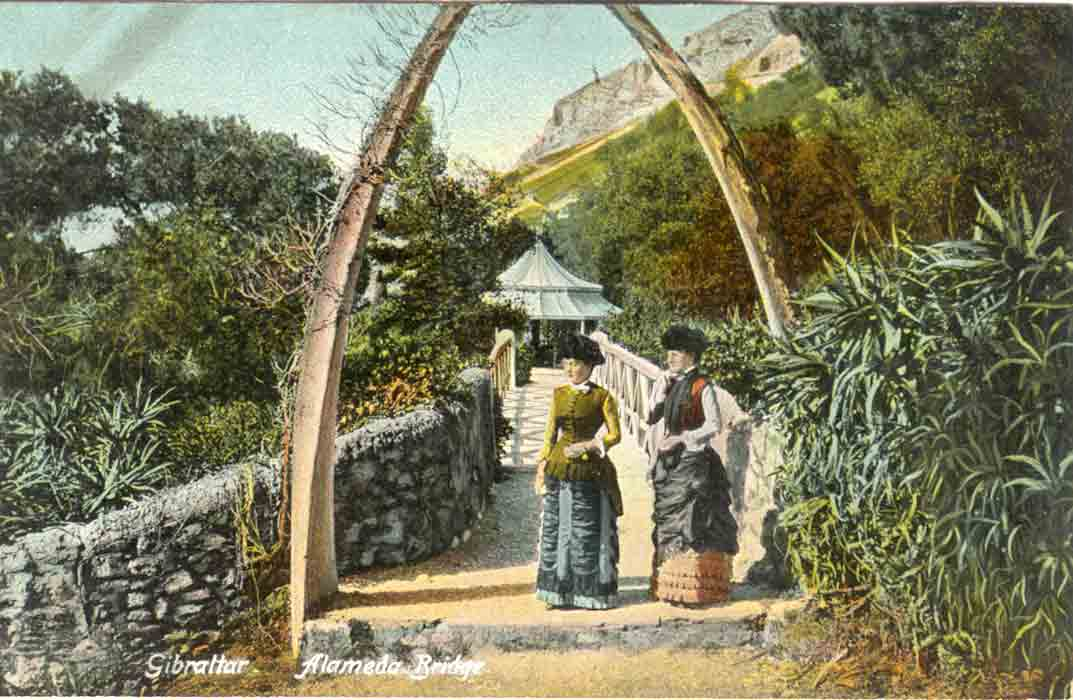
Арка китового вуса
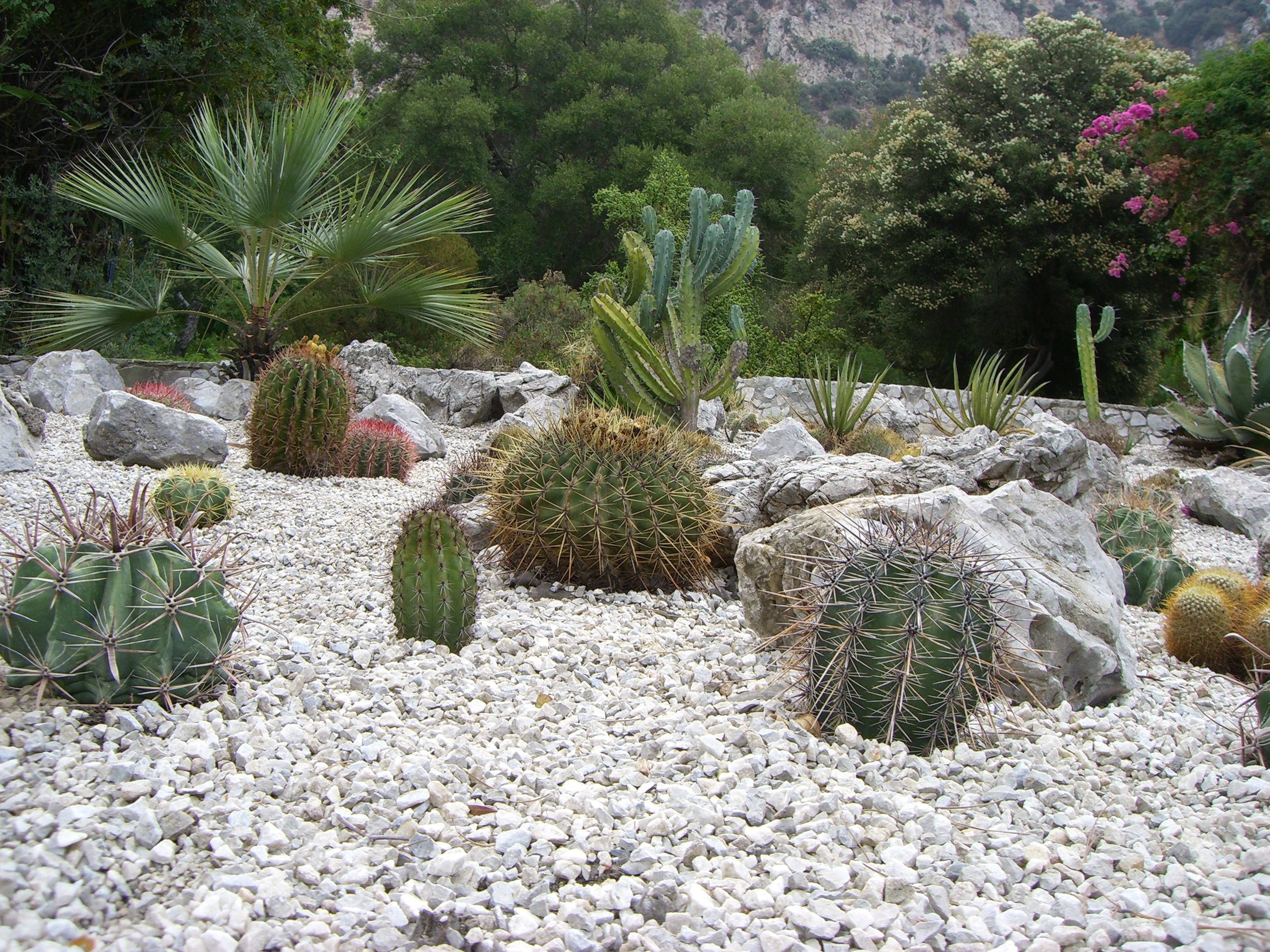
Кактусова клумба
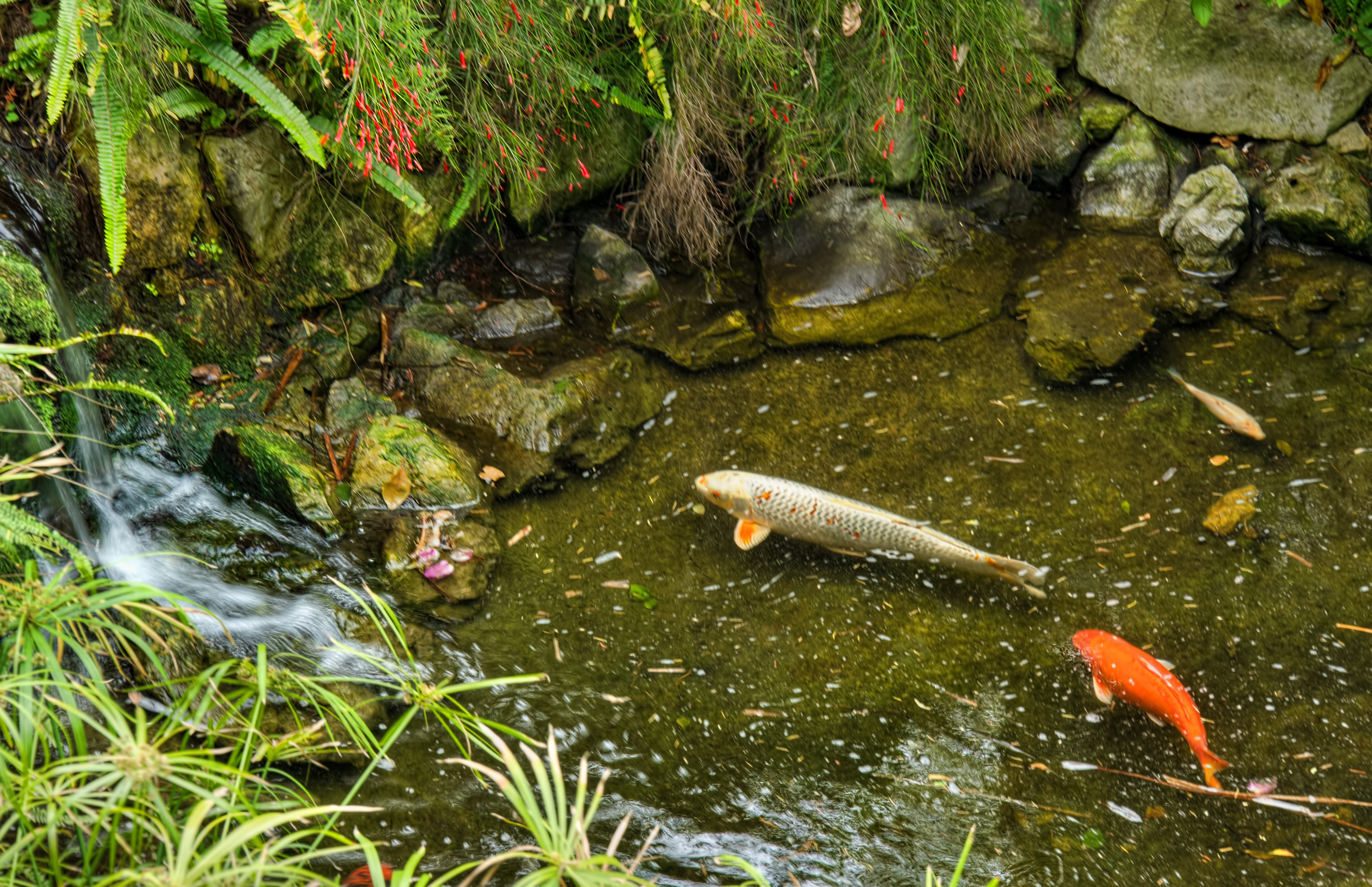
Ставок із рибками